# Sclérure obscur
Sclerurus obscurior
Espèce
Le Sclérure obscur (Sclerurus obscurior) est une espèce de passereaux de la famille des Furnariidae.
Cet oiseau est réparti en cinq sous-espèces :
- S. o. andinus
- S. o. obscurior
- S. o. peruvianus
- S. o. macconnelli — plateau des Guyanes
- S. o. bahiae